# Croton myrsinites
Espèce
Croton myrsinites est une espèce de plantes à fleurs du genre Croton et de la famille des Euphorbiaceae présente au Brésil (de Bahia à Minas Gerais).
Il a pour synonymes :
- Croton odontopetalus, Müll.Arg., 1865
- Oxydectes myrsinites, (Baill.) Kuntze